# Acharia stimulea
Acharia stimulea ist ein in Nordamerika vorkommender Schmetterling (Nachtfalter) aus der Familie der Schneckenspinner (Limacodidae).

## Merkmale

### Falter
Die Flügelspannweite der Falter beträgt 26 bis 43 Millimeter, wobei die Weibchen größer als die Männchen sind. Ihre Vorderflügeloberseite zeigt verschiedene Brauntöne, von denen sich ein kleiner weißer Fleck nahe der Wurzel sowie ein bis drei kleine weiße Flecke nahe am Apex abheben. Die Hinterflügeloberseite ist zeichnungslos und hat eine weißgraue bis blass braune Farbe. Der Thorax sowie die Beine sind pelzig braun behaart. Ein Saugrüssel fehlt.

### Raupe
Ausgewachsene Raupen haben verkümmerte Beine, bewegen sich asselartig und sind außerordentlich auffällig gefärbt. Ihre Grundfarbe ist rostbraun bis dunkel graubraun, der Mittelteil ähnelt einer grünen Decke, in deren Zentrum sich ein weiß eingefasster sattelähnlicher großer brauner Fleck abhebt. Sie wird deshalb im englischen Sprachgebrauch als Saddleback caterpillar bezeichnet. Die Punktwarzen sind mit dunklen Borsten und Brennhaaren versehen, die zu beiden Seiten des Kopfes und des Körperendes hornartig und verzweigt sind. Sie enthalten Giftstoffe und rufen beim Menschen bei Berührung einen starken Juckreiz hervor, der über mehrere Stunden andauern kann. Die Kopfkapsel ist glänzend rötlichbraun. Hinter dem Kopf sind zwei weiße Flecke zu erkennen. Die Raupen der ähnlichen Art Acharia apicalis zeigen ein nahezu identisches Gesamterscheinungsbild. Da sie jedoch in Mittelamerika und im Norden Südamerikas vorkommen, während Acharia stimulea in Nordamerika heimisch ist, können die Arten anhand ihrer Fundorte unterschieden werden.

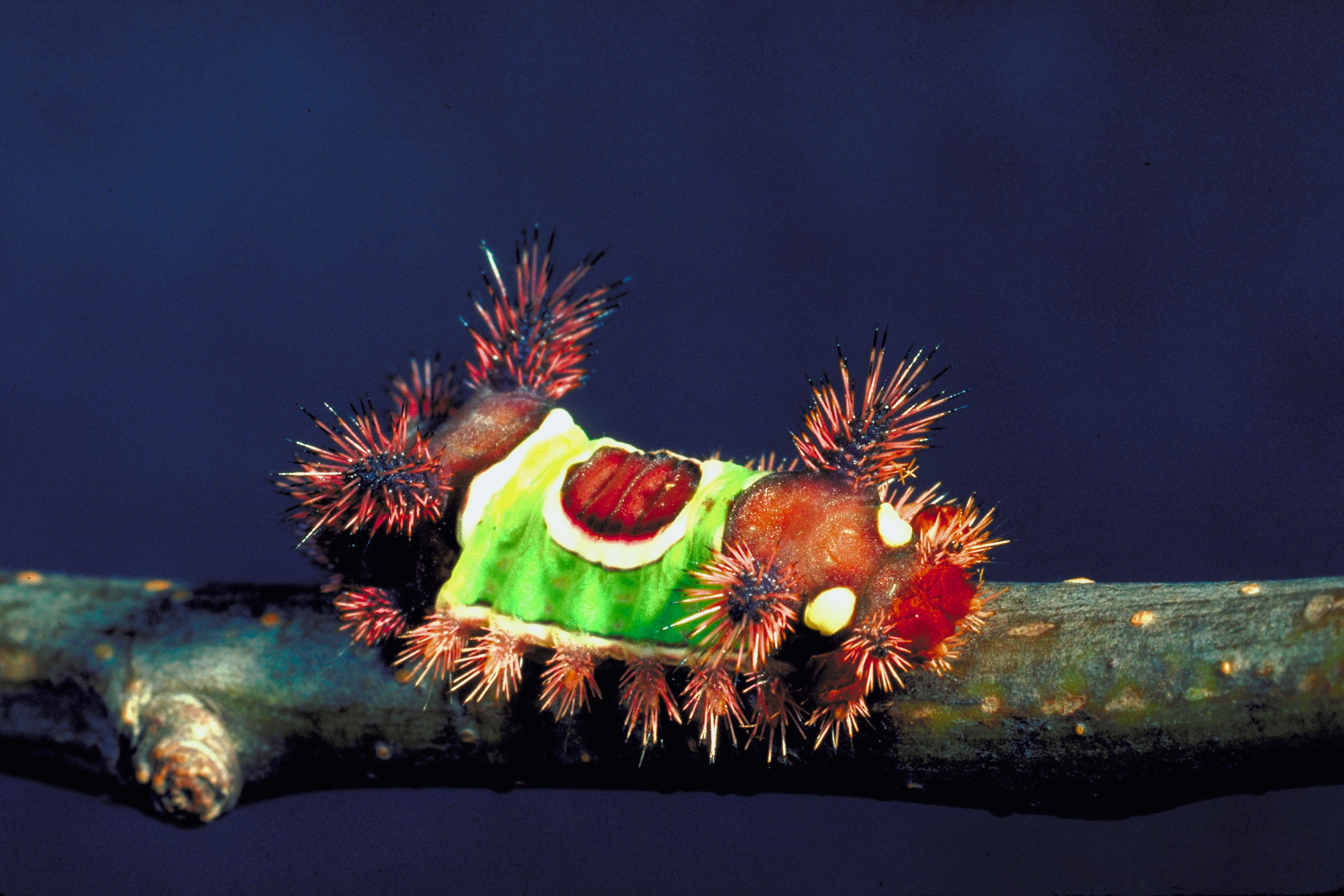
Raupe, Seitenansicht
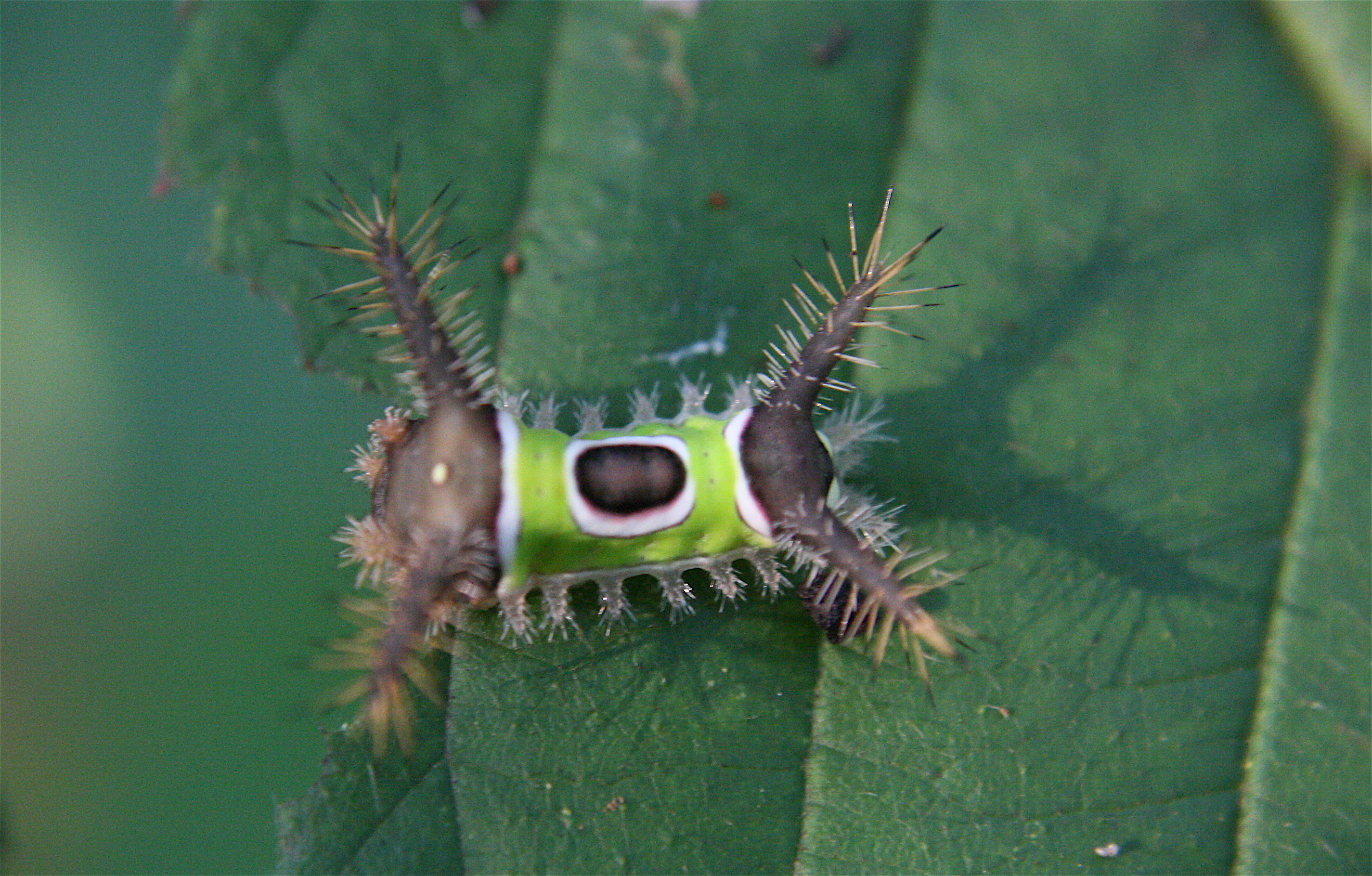
Raupe, Draufsicht
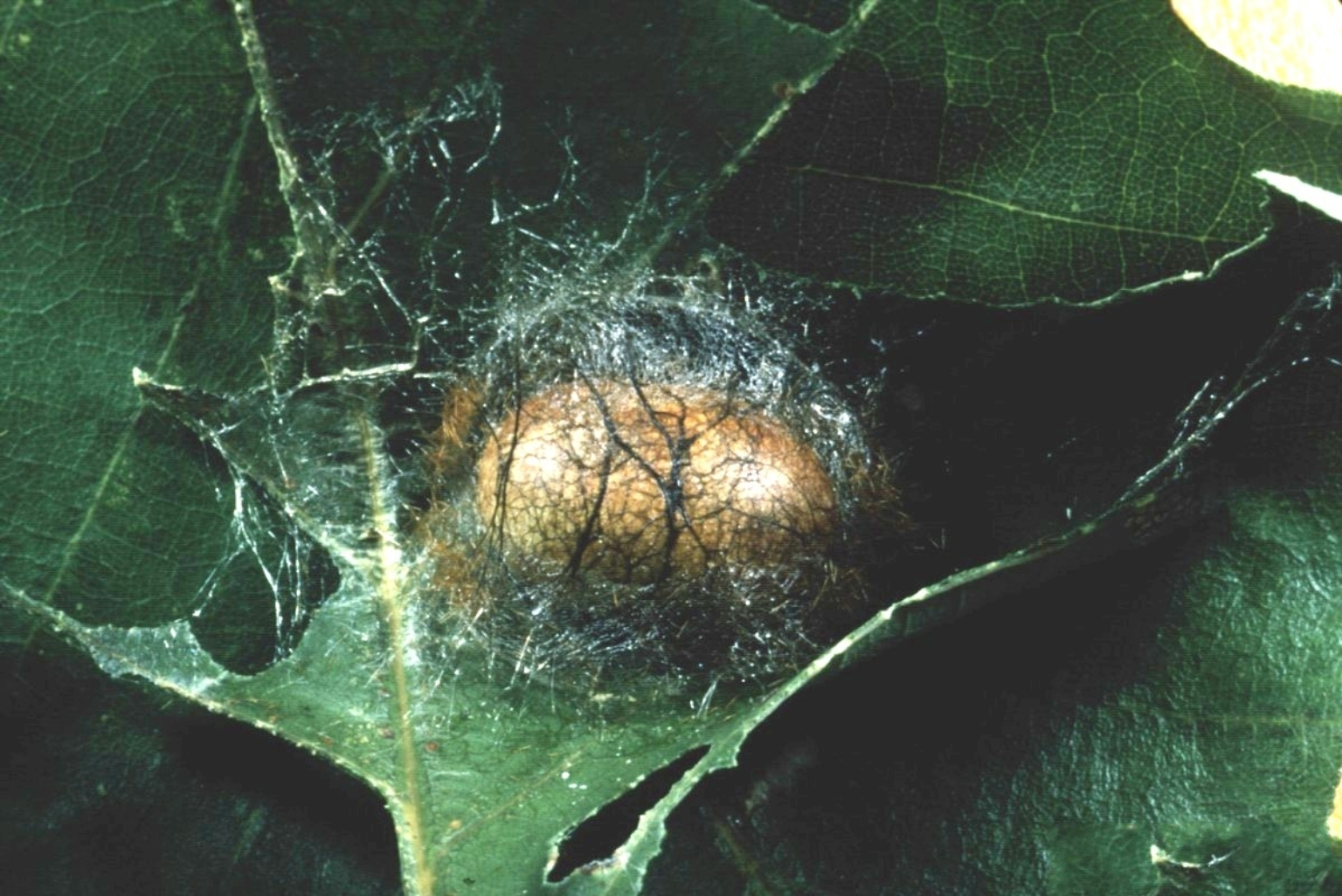
Puppe im Kokon

## Verbreitung und Vorkommen
Acharia stimulea kommt im Osten und Südosten der USA verbreitet vor. Zusammen mit tropischen Zierpflanzen wurden in seltenen Fällen Raupen von Acharia stimulea auch nach Deutschland eingeschleppt, wo sie jedoch nicht fortpflanzungsfähig sind. Aufgrund ihres breiten Nahrungsspektrums sind sie in Gebieten mit unterschiedlichster Vegetation zu finden.

## Lebensweise
Die nachtaktiven Falter erscheinen im Norden zwischen Juni und Juli, in Florida und Texas bereits im Februar und März. Sie besuchen gerne künstliche Lichtquellen. Da sie keine Nahrung aufnehmen, ist ihre Lebensdauer kurz. Die jungen Raupen schlüpfen ca. zehn Tage nach der Eiablage. Die polyphagen Raupen ernähren sich von den Blättern einer außergewöhnlich breiten Palette der verschiedensten Kräuter, Sträucher und Bäume. Die Verpuppung erfolgt nach einer Raupenzeit von vier bis fünf Monaten an den Blättern der Nahrungspflanze in einem Kokon.